# Etien Velikonja
Etien Velikonja, slovenski nogometaš, * 26. december 1988, Šempeter pri Gorici.

## Klubska kariera
Velikonja je člansko kariero v prvi slovenski ligi začel leta 2006 pri Gorici, leta 2010 je prestopil v Maribor. Med letoma 2012 in 2016 je bil član kluba Cardiff City, ki ga je posodil v Rio Ave in Lierse. V prvi polovici sezone 2016/17 je igral za Olimpijo, januarja 2017 je prestopil v turški Gençlerbirliği.

## Reprezentančna kariera
Za slovensko reprezentanco do 21 let je zbral 12 nastopov, na katerih je dosegel 7 zadetkov. Za člansko vrsto je prvič zaigral na kvalifikacijski tekmi za nastop na Svetovnem prvenstvu 2010 proti San Marinu v Ljudskem vrtu, 12. avgusta 2009

## Dosežki

### Osebni
- 2008/09 - najboljši strelec (17 golov)